# Henrik Dalsgaard
Henrik Dalsgaard, född 27 juli 1989, är en dansk fotbollsspelare som spelar för Aarhus Gymnastikforening.

## Klubbkarriär
Den 7 juni 2021 värvades Dalsgaard av FC Midtjylland, där han skrev på ett treårskontrakt. Den 27 maj 2024 värvades Dalsgaard av AGF, där han skrev på ett ettårskontrakt.

## Landslagskarriär
Dalsgaard debuterade för Danmarks landslag den 24 mars 2016 i en 2–1-vinst över Island.